# پی.وی. ناراسیما رائو
پی. وی. ناراسیما رائو (انگلیسی: P. V. Narasimha Rao; زاده ۲۸ ژوئن ۱۹۲۱ – درگذشته ۲۳ دسامبر ۲۰۰۴) وکیل و سیاستمدار اهل هند بود. او از ۱۹۹۱ تا ۱۹۹۶ نهمین نخست‌وزیر هند بود.